# Жорж Мелијес
Мари Жорж Жан Мелијес (фр. Marie-Georges-Jean Méliès; Париз, 8. децембар 1861 — Париз, 21. јануар 1938) је француски илузиониста , први прави филмски уметник, кога сматрају оцем наративног филма. Рођен је у Паризу, као потомак породице произвођача ципела. Између 1896. и 1906. у његовој компанији Стар филм (Star film) снимљено је око шест стотина филмова, од којих је до данас сачувано мање од сто четрдесет. Мелијас је био продуцент, редитељ, сценариста, сценограф, сниматељ и глумац. Био је врло иновативан у развијању специјалних ефеката. Случајно је открио ефекат заустављеног кадра 1896. као и ручно бојење сваког фрејма (сличице) филмског кадра.
Због његове способности да одлично трансформише реалност, понекад су га звали мађионичарем кинематографије (енгл. Cinemamagician). Пре него што је постао филмски стваралац, био је позоришни мађионичар у позоришту Робера Удена. Године 1895, након презентације камере браће Лимијер, заинтересовао се за филм. Између 1856. и 1914. године, режирао је укупно 531 филм. Ти филмови су просечно трајали од једног до четрдесет минута. Постао је познат по унапређивању многих техничких и наративних елемената филмске уметности у раној фази филма.
Сматра се да је први користио технике претапања (dissolve), вишеструке експозиције (superimposition), снимања квадрат по квадрат (time-lapse), сценографију и специјалне светлосне ефекте. Био је и подједнако импресиван и распон тема његових филмова. Међу њих спадају краткометражни трик-филмови (feeries), као што је Човек гумене главе (L'Homme a la tete de caoutchouc, 1901), филмови са фантастичним сижеом Пепељуга (Cinderella, 1899), историјски филмови Бенвенуто Челини (Benvenuto Cellini ou Une curieuse evasion, 1904), документарне драме Афера Драјфус (L'affaire Dreyfus, 1899) и авантуристички филмови научнофантастичног садржаја од којих је најпознатији филм од тридесет сцена Пут на Месец (A Le voyage dans la lune, 1902). Мелијес се није приклонио примитивном фотографском стилу како би показао да камера може да слаже. Препознао је разлику између филмског и стварног времена и створио запањујући низ визуелних ефеката да би смањио ограничења при снимању филмова са активним причама. Чарли Чаплин је Мелијаса назвао алхемичарем светла а Дејвид В. Грифит је једном приликом рекао да њему дугује све. Ипак, Мелијесова камера имала је увек улогу гледаоца који из првог реда посматра живу слику заједно са уласцима глумаца на сцену и пејзажем, који су спречавали дубинску композицију. Неки су његов рад називали кичем, неки углађеном порнографијом, али Мелијесова највећа слабост био је недостатак маште, који га је спречио да у потпуности искористи филмске технике које је измислио. Компанија Пате фрер (Pathe Freres), Шарла Патеа, названог Наполеоном филма, била је водећа светска сила у продукцији, дистрибуцији и приказивању филмова и постала је Мелијесов дистрибутер 1911. године. Године 1913. Мелијесова филмска продукција доживљава банкрот. Већина његових филмова није сачувана, јер је током Првог светског рата француска армија неке користила као материјал за производњу у ратној индустрији, а други део филмова је рециклиран за потребе производње нове филмске траке. Пред крај живота одликован је Орденом легије части.

## Филмови
Жорж Мелијес је снимио и режирао на стотине филмова, од којих је до данас сачувано мање од 140. Зна се да је више од 400 његових филмова у време Првог светског рата било претопљено да би се добио материјал од кога су се правиле потпетице за чизме француских војника.
Следи непотпуни списак Мелијесових филмова:
- (1896)
- (1896)
- (1896)
- (1896)
- (1896)
- Уклети замак (Le Manoir du diable, 1896)
- Ужасна ноћ (Une nuit terrible, 1896)
- Кошмар (Le cauchemar, 1896)
- Нестајућа дама (Escamotage d'une dame chez Robert-Houdin, 1896)
- Зачарана гостионица / L'auberge ensorcelée, 1897)
- Мефистофелесов кабинет (Le Cabinet de Méphistophélès, 1897)
- Уклети замак (римејк) (Le Château hanté, 1897)
- Алхемичарева халуцинација (L'hallucination de l'alchimiste, 1897)
- (1898)
- Пећина демона (La Caverne maudite, 1898)
- Астрономов сан (La Lune à un mètre, 1898)
- (1899)
- Пепељуга (Cendrillon, 1899)
- Пљачка Клеопатрине гробнице (Cléopâtre, 1899)
- Ђаво у манастиру (Le Diable au couvent, 1899)
- Афера Драјфус (L'affaire Dreyfus, 1899)
- Јованка Орлеанка (Jeanne d'Arc, 1899)
- Плес ватре (Danse du feu, 1899)
- (1900)
- (1900)
- (1900)
- Сабирање и одузимање (Tom Whisky ou L'illusioniste toqué, 1900)
- Плавобради (Barbe-Bleue, 1901)
- Пут на Месец (Le Voyage dans la Lune, 1902)
- Човек гумене главе (L'homme à la tête de caoutchouc, 1902)
- (1902)
- (1903)
- (1903)
- (1903)
- (1903)
- (1903)
- Паклени кејквок (Le cake-walk infernal, 1903)
- (1903)
- (1903)
- Паклени котао (Le Chaudron infernal, 1903)
- (1903)
- Чудовиште (Le monstre, 1903)
- Чаробна лампа (La lanterne magicue, 1903)
- (1903)
- (1903)
- (1904)
- (1904)
- (1904)
- Сирена (La Sirène, 1904)
- (1904)
- (1904)
- (1905)
- (1905)
- Црни ђаво (Le Diable noire, 1905)
- Рипов сан (La Légende de Rip Van Vinckle, 1905)
- Дворац из 1001 ноћи (Le palais des mille et une nuits, 1905)
- (1905)
- Четири стотине ђавољих подвала (Les 400 farces du diable, 1906)
- (1906)
- Вештица (La Fée Carabosse ou le Poignard fatal, 1906)
- Двадесет хиљада миља под морем (20.000 Lieues Sous les Mers, 1907)
- (1907)
- (1907)
- Сатана у затвору (Satan en prison, 1907)
- (1909)
- (Hydrothérapie fantastique, 1910)
- (1911)
- Прозор ђаволске цркве (Le Vitrail diabolique, 1911)
- (1911, у САД)
- Освајање Северног пола (La conquète du pole, 1912)
- (1912)
- (1912)
- (1912 у САД)
- (1912 у САД)
- (1913)